# Michel Engels
Michel Engels (Rollingergrund, 8 juli 1851 – aldaar, 2 november 1901) was een Luxemburgs tekenaar en kunstschilder.

## Leven en werk
Michel Engels was de jongste zoon van tuinman Michel Engels sr. (1812-1887) en Elisabetha Rockenbrod (1811-1875). Hij werd opgeleid aan het Athénée royal grand-ducal in de stad Luxemburg (1864-1871), als leerling van Jean-Baptiste Fresez. Dankzij een staatsbeurs kon hij verder studeren aan de Kunstacademie van München (1873-1874). Na zijn terugkeer in Luxemburg werd hij tekenleraar aan de Normaalschool, in 1878 aan het Athénée royal grand-ducal. Als erkenning voor zijn verdiensten kreeg hij in 1895 de titel van professeur de dessin. Tot zijn leerlingen behoorden Dominique Lang, Eugène Mousset, Joseph-Germain Strock en Jean-Baptiste Wercollier. Engels trouwde in 1880 met Marie Eugénie Sylvie Koltz (overleden 1887) en in 1888 met Susanna Greiveldinger. Uit het tweede huwelijk werd in 1892 de latere architect Victor Engels geboren.
Engels werd vooral bekend vanwege zijn nauwgezette potlood- en pentekeningen van vaak christelijk-religieuze en historische taferelen. Hij maakte ook boekillustraties, een aantal schilderijen en bracht diverse boekwerken uit. In 1893 was hij met onder anderen Pierre Blanc, Franz Heldenstein, Jean-Pierre Huberty, André Thyes en Eugène Kurth oprichter van de Cercle Artistique de Luxembourg (CAL). Twee jaar later werd hij benoemd tot Ridder in de Orde van Verdienste van Adolf van Nassau. In 1899 volgde hij Franz Heldenstein op als voorzitter van de CAL. 
Michel Engels overleed op 50-jarige leeftijd.

## Enkele werken
- 1884 illustraties van verhaaltjes en gedichten in Komm mit mir!, een krantje voor de jeugd.
- 1885 aquarellen met de belangrijkste uitzichten en monumenten van het voormalige federale fort van Luxemburg, in opdracht van de regering.
- 1887 ontwerp Luxemburgse postzegels

Publicaties
- 1887 Bilder aus der ehemaligen Bundesfestung. Met 25 potloodtekeningen van de voormalige versterkingen van de stad Luxemburg.
- 1889 20 esquisses du Luxembourg. Éditions J. Heintze.
- 1893 Die feierliche Schluss-Prozession der Muttergottes-Octave zu Luxemburg.
- 1893 Die Darstellung der Gestalten Gottes des Vaters, der getreuen und der gefallenen Engel in der Malerei: eine kunsthistorische Studie Édition L. Bück. Geschreven en getekend door Michel Engels.
- 1901 Le Luxembourg pittoresque - Das romantische Luxemburger Land. Édition Mathias Huss.
- Stadt und Festung Luxemburg ehemals und heute.

## Galerij

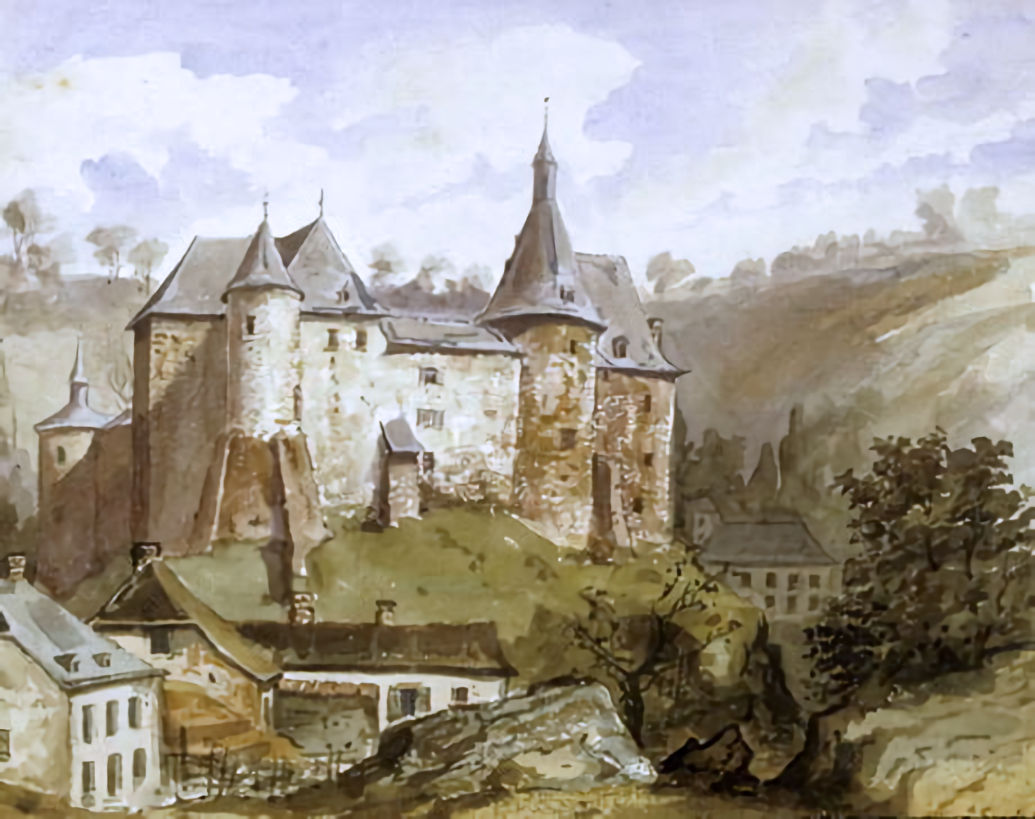
Clervaux (1886)
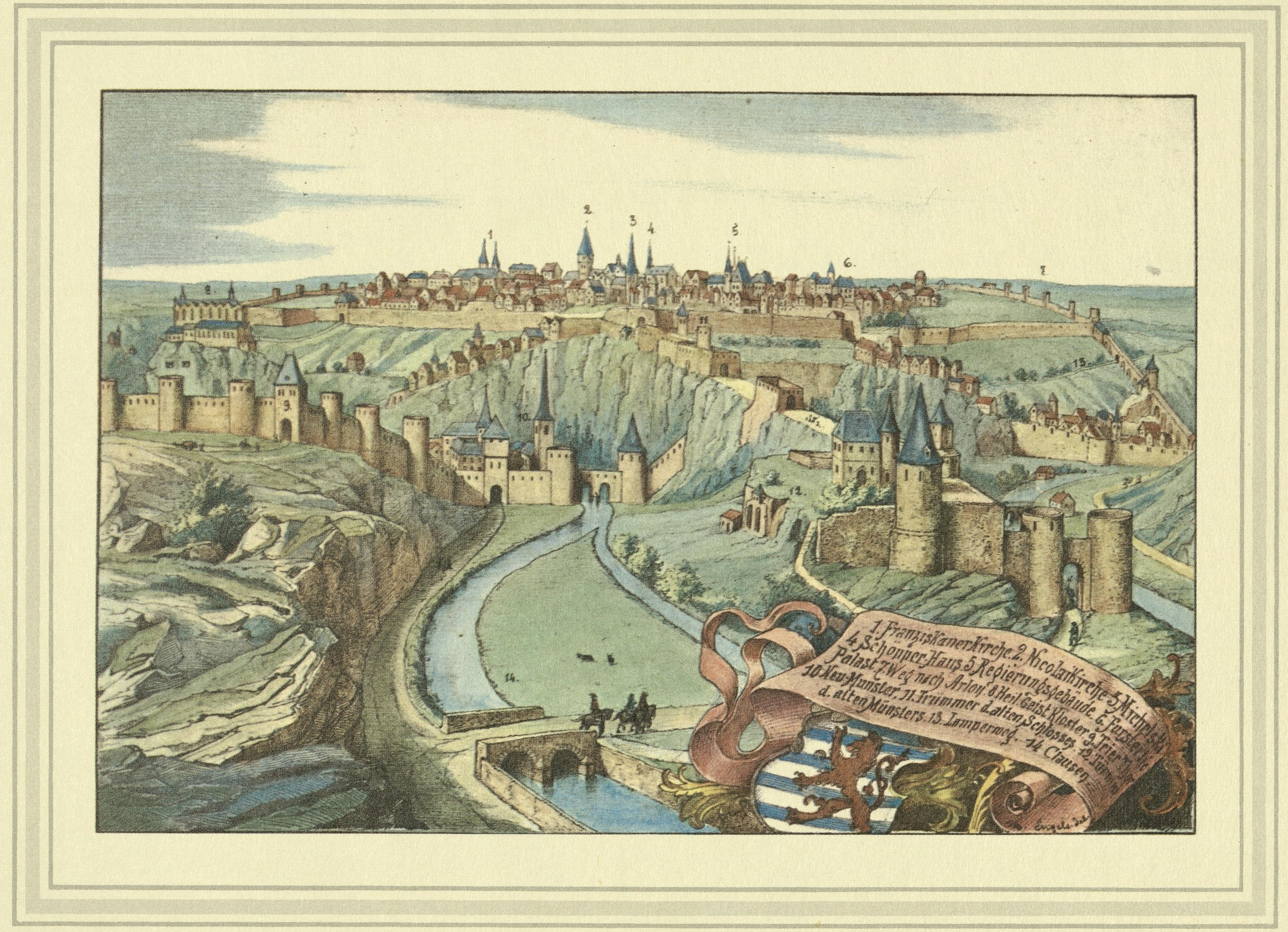
Luxembourg au XVIe siècle (1887)
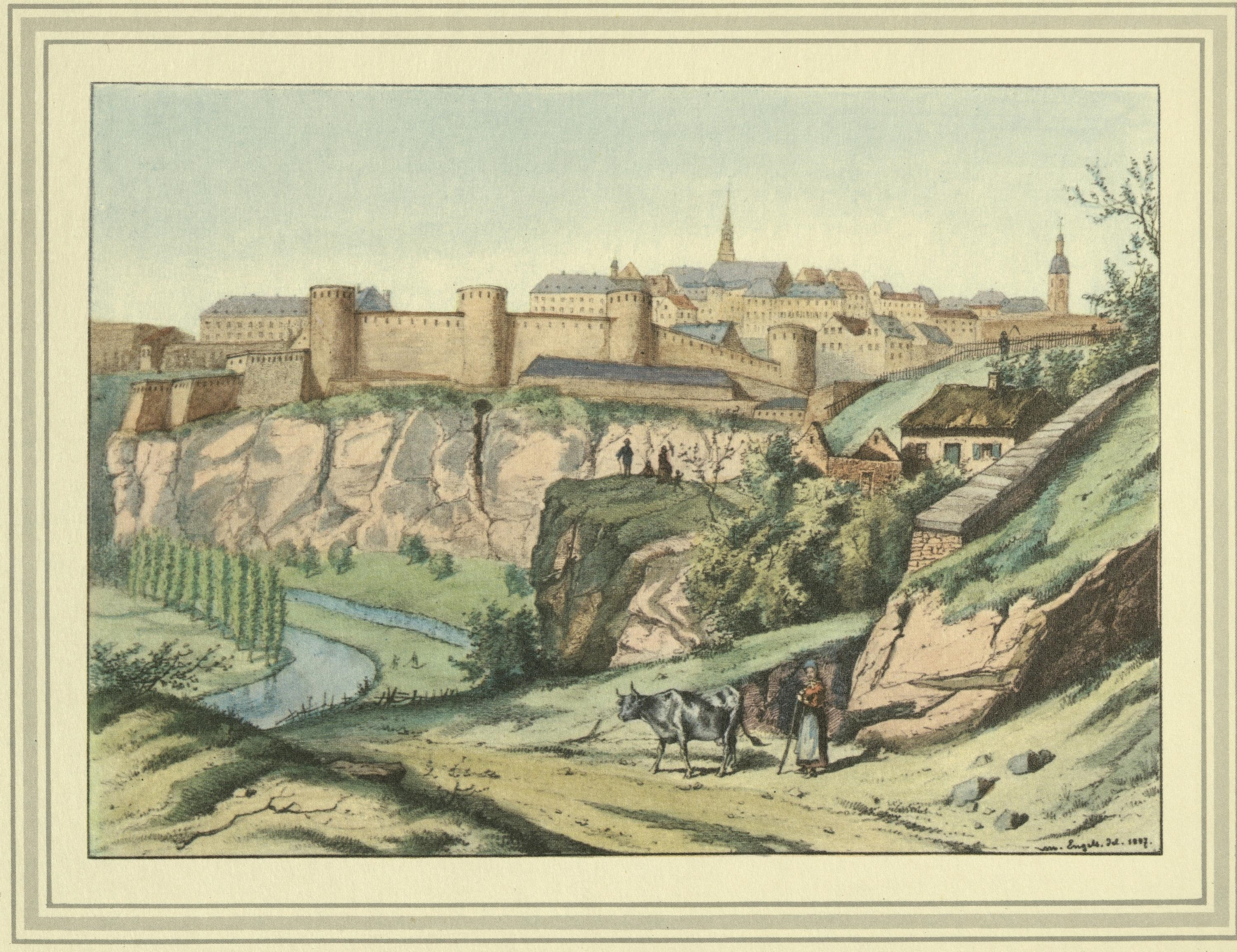
Pulvermühl met op de achtergrond de vesting Luxemburg
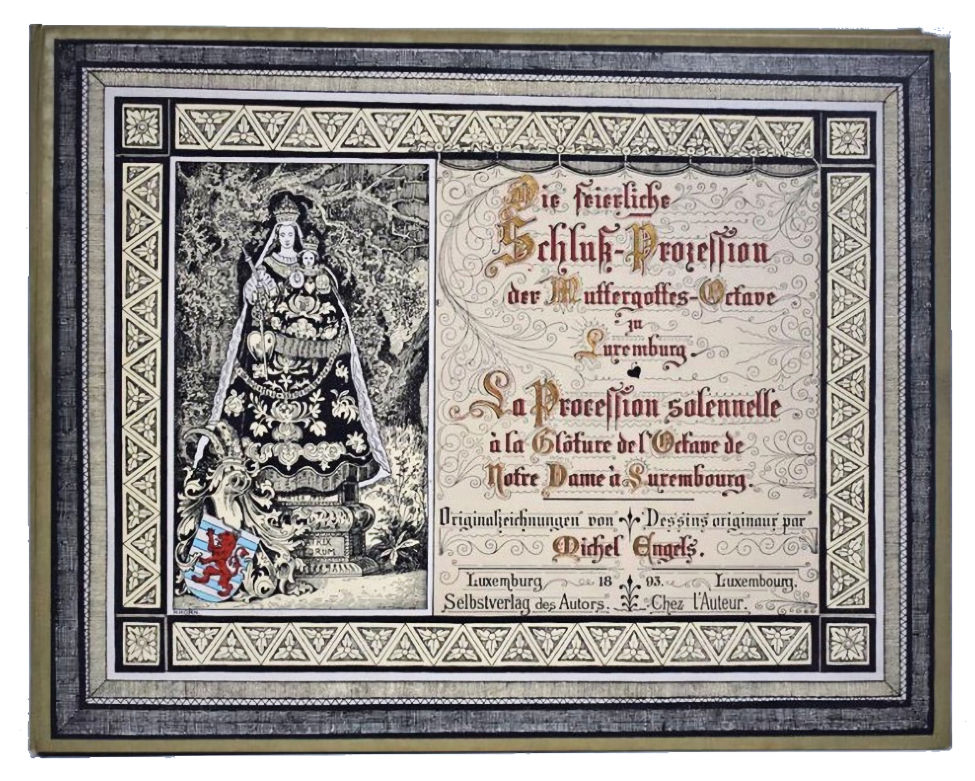
Die feierliche Schluss-Prozession der Muttergottes-Octave zu Luxemburg (1893)

- Gemeinsame Normdatei: 118684841
- International Standard Name Identifier: 0000 0000 6133 2042
- Musée national d'archéologie, d'histoire et d'art: lkl000231
- Nederlandse Thesaurus van Auteursnamen: 146808339
- Réseau des bibliothèques de Suisse occidentale: 02-A012678764
- Virtual International Authority File: 59878359
- WorldCat: E39PBJgd6hbXrt47cwdj8J83cP